# Kirchentreiber
Die Tätigkeit eines Kirchentreibers stand im Zusammenhang der strengen calvinistischen Kirchenzucht im 16. und 17. Jahrhundert.
Die Kirchentreiber sorgten für die Einhaltung der Kirchenzucht und kontrollierten den regelmäßigen Kirchgang der Bewohner einzelner Häuser. Wichtig war es auch, dass die Sonntagsruhe eingehalten wurde. Verstöße dagegen wurden bestraft. In calvinistischen Städten durften sich außerdem Juden und Katholiken am Sonntagmorgen nicht auf den Straßen sehen lassen.
Von der badischen Stadt Ladenburg wird aus dem 16. Jahrhundert berichtet:
„Die strenge calvinistische Kirchenzucht versuchte den ‚gemeinen Pofel‘ daran zu hindern, seine Fastnachtsbegeisterung auszuleben. Ein so genannter Kirchentreiber sorgte sonntags dafür, dass ‚unnütze Gesellen‘ den Gottesdienst besuchten.“

## Sonstiges
Kirchentreiber ist heute noch ein geläufiger Familienname in Freiburg im Breisgau, das allerdings mehr katholisch geprägt ist.